# ポートロイヤル-カリブ大航海記-
『ポートロイヤル-カリブ大航海記-』（ポートロイヤル カリブだいこうかいき）は、Ascaron Entertainment（ドイツ）が開発したWindows向けシミュレーションゲームである。なお、日本語版はカプコンから、廉価版はソースネクストから発売されている。

## 概要
本作品の目的は、カリブ海で最大の富と名声を掴むことである。夢を実現するには、交易だけでなく、港町の開発、ミッションの報酬、海賊退治での賞金稼ぎ、逆に海賊行為も必要となる。

## パッチ
現在、以下のパッチが公開されている。
- お嫁さんカスタマイズパッチ（2003年9月12日）[2]
- Ver.b（2003年6月20日）[3]

## 交易
交易の目的は、商品の取り引きで利益を上げることである。ただし、敵対中の町との交易は不可能である。
商品の購入
町から商品を購入することである。主に町での生産品は安価で購入できる。
商品の売却
町への商品を売却することである。主に町での不足品は高価で売却できる。
不足品を売却することで町での交易実績・名声が上昇する。しかし、不足品の購入（買い占め）は逆効果である。
積荷の移動
倉庫-船団間での積荷の移動を行う。なお、町に倉庫あるときのみ移動は可能。

## 戦闘
戦闘の目的は、プレイヤーと相手との間で戦闘を行って、勝利することである。町・船を襲撃する際には、私掠許可証が必要である。なお、許可証を持たずに襲撃を行った場合は、各国での名声が低下する。ただし、海賊等を襲撃する際には許可証は不要である。
海戦
海上で船同士の戦闘を行うことである。参加可能な船は双方の護衛艦（最大10隻ずつ迄）である。また、港を襲撃する際には、港の大砲を相手に戦闘を行うことになる。
地上戦
町へ上陸して船の乗組員と町の兵士との間で戦闘を行うことである。参加可能な人数は船に積まれているカトラス・マスケット銃を装備できる人数（最大2000人迄）である。

## 船
本作品には、12種類の帆船が登場する。しかし、史実とは仕様が一致しない船もある。
以下に船の特徴を記載する。
ピンネス
2本のマストに縦帆（ラテンセイル）・ジブで帆装した小型の船である。
造船所での購入は可能である。
スループ
1本のマストに縦帆（ガフセイル）・ジブで帆装した小型の船である。
造船所での購入は可能である。
ブリッグ
2本のマストに横帆・縦帆（ガフセイル）・ジブで帆装した小型の船である。
造船所での購入は可能である。
バーク
3本のマストに横帆・縦帆（セイル）・ジブで帆装した小型の船である。
造船所での購入は可能である。
フルート
3本のマストに横帆・縦帆（ラテンセイル）で帆装した中型の船であり、商船としての利用が多い。
造船所での購入は可能である。
大型フルート
3本のマストに横帆・縦帆（ラテンセイル）で帆装した中型の船であり、商船としての利用が多い。
造船所での購入は可能である。
フリゲート
3本のマストに横帆・縦帆（ガフセイル）で帆装した中型の船である。なお、この船は6等艦であると思われる。
造船所での購入は可能である。
軍用フリゲート
3本のマストに横帆・縦帆（ガフセイル）で帆装した中型の船であり、軍船としての利用が多い。なお、この船は5等艦であると思われる。
造船所での購入は不可能だが拿捕による入手は可能である。
ガレオン
3本のマストに横帆・縦帆（ラテンセイル）で帆装した大型の船である。
造船所での購入は可能である。
カラック
4本のマストに横帆・縦帆（ラテンセイル）で帆装した大型の船である。また、軍船としての利用が多く、オランダ艦隊が使用している。
造船所での購入は可能である。
カラベル
3本のマストに横帆・縦帆（ラテンセイル）で帆装した大型の船である。また、軍船としての利用が多く、フランス艦隊が使用している。
造船所での購入は可能である。
ライナー
3本のマストに横帆・縦帆（ガフセイル）で帆装した大型の船である。また、軍船としての利用が多く、イギリス艦隊が使用している。なお、この船は4等艦であると思われる。
造船所での購入は不可能だが拿捕による入手は可能である。

## 国
本作品には、スペイン・イギリス・フランス・オランダの4国が登場する。
以下に各国の情報を記載する。
スペイン
時代の初期には、絶大な影響力でカリブ海諸国の約8割を支配していた。しかし、時代の後期には軍事力は弱まり植民地の数も約半数に減少しているのが特徴である。
イギリス
時代の初期には、バハマ諸島の一部と小アンティル諸島の一部を支配していた。しかし、時代の後期には急激に支配力を増しているのが特徴である。
オランダ
時代の初期には、バハマ諸島の一部とフロリダ半島の一部を支配していた。しかし、時代の後期にはフロリダ半島の支配地域が増加しているのが特徴である。
フランス
時代の初期には、メキシコ湾の北部を支配していた。しかし、時代の後期には大アンティル諸島のイスパニョーラ島や小アンティル諸島の約半数を支配しているのが特徴である

## 町
本作品には、60の町が登場する。なお、実際の地名とは呼び名が若干違う町もある。
- アンティグア
- アンドロス
- イザベラ
- エヴァンジェリスタ
- エリューセラ
- カイマン
- カタルヘナ
- カラカス
- カンクン
- カンペチェ
- キャットアイランド
- キュラソー
- グアドループ
- グランドバハマ
- グレナダ
- コーパス・クリスティ
- コロ
- サイザル
- サンタマルタ
- サンティアゴ
- サントドミンゴ
- サントメ
- サンファン
- ジバラ
- ジブラルタル
- ジョージタウン
- セントオーガスティン
- セントキッツ
- セントジョー
- セントマーティン
- セントルシア
- タークスアイランド
- タンパ
- タンピコ
- チャールズタウン
- チャールズフォート
- トリニダード
- トルトゥガ
- ナッソー
- ニューオリンズ
- ノンプレ・デ・ディオス
- ハバナ
- バルバドス
- ビリャエルモッサ
- ビロクシー
- プエルトカペロ
- プエルトサント
- フォートカロライン
- プロビデンス
- フロリダキーズ
- ベラクルス
- ベリーズ
- ペンサコーラ
- ポートオブスペイン
- ポートロイヤル
- ポルトープランス
- マラカイボ
- マルガリータ
- マルティニーク
- ロアタン